# Лужок (Смоленская область)
Лужо́к — деревня в Смоленской области России, в Демидовском районе. Расположена в северо-восточной части области в 28 км к северо-востоку от Демидова, в 5 км к юго-западу от Пржевальского. Население — 45 жителей (2007 год). Входит в состав Воробьёвского сельского поселения.

## Экономика
Коллективное фермерское хозяйство Лужок.

## Достопримечательности
- Комплекс археологических памятников в окрестностях деревни:
  - Селище в 500 м к востоку от деревни.
  - Курганная группа (39 шаровидных курганов высотой до 2,5 м) на южной окраине селища. Насыпаны в X — начале XIII века.